# Млокосевич, Людвик

Герб Млокосевичей — Фуэнджирола

Людвик Александр Францевич Млокосевич (пол. Ludwik Aleksander Młokosiewicz; 25 августа 1831, с. Омиенцин (ныне Мазовецкого воеводства Польши) — 22 июля 1909, Дагестан) — российский и польский натуралист, зоолог, ботаник, путешественник, альпинист, пионер изучения природы Кавказа и Персии.

## Биография
Л. Млокосевич — польского происхождения. Из дворян Млокосевичей. Родился в семье генерала Ф. Млокосевича, участника польского восстания в 1830 г. В 1842 г. был отдан на обучение в Брестский кадетский корпус. После 5 лет учёбы, после смерти отца, упросил мать забрать его из корпуса. После возвращении в родные стены юноша с помощью нанятых учителей приступил к изучению любимой им с детства ботаники, зоологии, минералогии и других естественных наук, а также французского языка.
Вступил в российскую императорскую армию, с целью изучения природы неизведанных областей Российской империи. В чине поручика при штабе 15-го Тифлисского гренадерского полка с 1853 г. в течение многих лет жил в Лагодехском укреплении на Лезгинской кордонной линии на Кавказе. Участвовал в стычках с горцами:

«Сначала я участвовал неоднократно в экспедициях против горцев, новыя местности, до которых так трудно было добраться, крайне меня интересовали; на горцев я смотрел не только как на врага, а скорее как на любопытный, тоже принадлежащий к зоологии экземпляр: смотря на него, мне представлялось наше давно-прошедшее»— Л.Ф.Млокосевич, Автобиография. 1891
Позже стал занимался научными наблюдениями и заложил полковой ботанический сад в южной части Лагодеха, ставший впоследствии лучшим во всей Кавказской армии полковым парком и послуживший в дальнейшем основой для Лагодехского заповедника. На 50 гектарах Млокосевич собрал богатую дендрологическую коллекцию. Особенно выделялась группа хвойных, среди которых были американские таксодиум и Секвойядендрон. В полковом саду росли также японский гинкго, лириодендрон, древнейшая из магнолий Magnolia Julans, Магнолия крупноцветковая, Хвойник и Тис. Для водяной растительности были устроены особые пруды, в декоративной части сада было много разного вида лиан.
После отставки по политическим мотивам в 1861 году он отправился «искать забвенья» и «лечить измученную людьми душу» сперва в горах Дагестана, затем в пустыни Персии. Почти год скитался по Персии. Собирал гербарии, изучал фауну и флору, беседуя с местными жителями, изучает их язык. В своих странствиях доходит до Белуджистана.
В 1863 г. Л. Млокосевич решает возвратиться обратно, но по пути назад на пароходе на русской границе, его в связи с польскими событиями 1863 г. арестовали. После этого последовала административная ссылка на 6 лет в Воронежскую губернию. После досрочного в 1867 году окончания ссылки Л. Млокосевичу было предписано вернуться в Варшаву, но в столице Польши он так тосковал по Лагодеху, что его сестра графиня Елена Минорская, обратилась с ходатайством к императору Александру II позволить её брату вернуться в Лагодех.
После полученного разрешения, он возвращается на Кавказ и начинает работать лесником в Лагодехи Сигнахского уезда Тифлисской губернии.
В 1889 году совершил восхождение на Большой Арарат, лишь около 50 метров не дойдя до вершины.
Умер окруженный сыновьями на берегу реки Джурмут-ор. Похоронен на русском кладбище г. Лагодехи.
В 2011 г. на месте смерти Л. Ф. Млокосевича была установлена памятная табличка с его биографией.

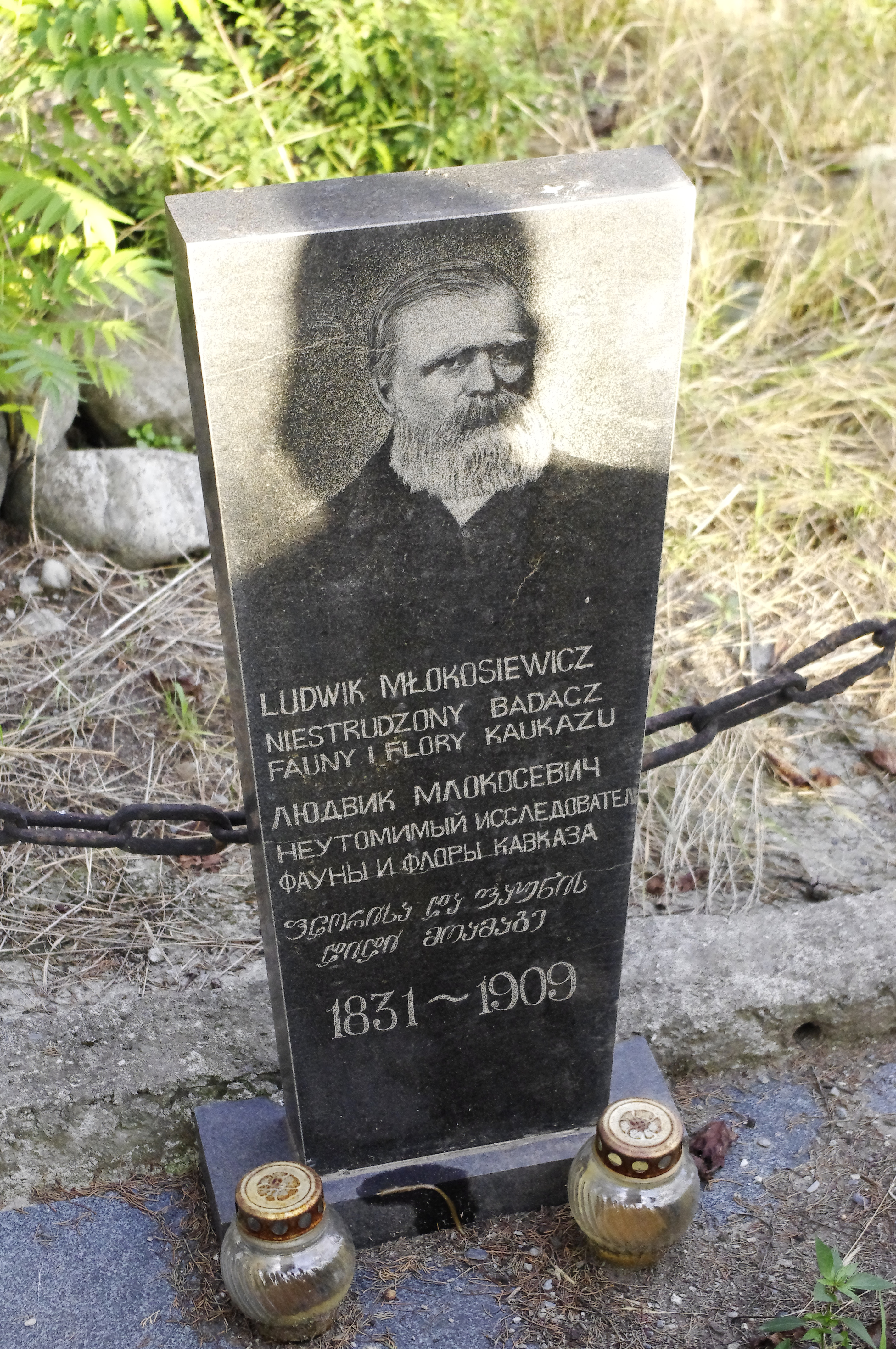
Могила Л. Ф. Млокосевич в городе Лагодехи, Грузия

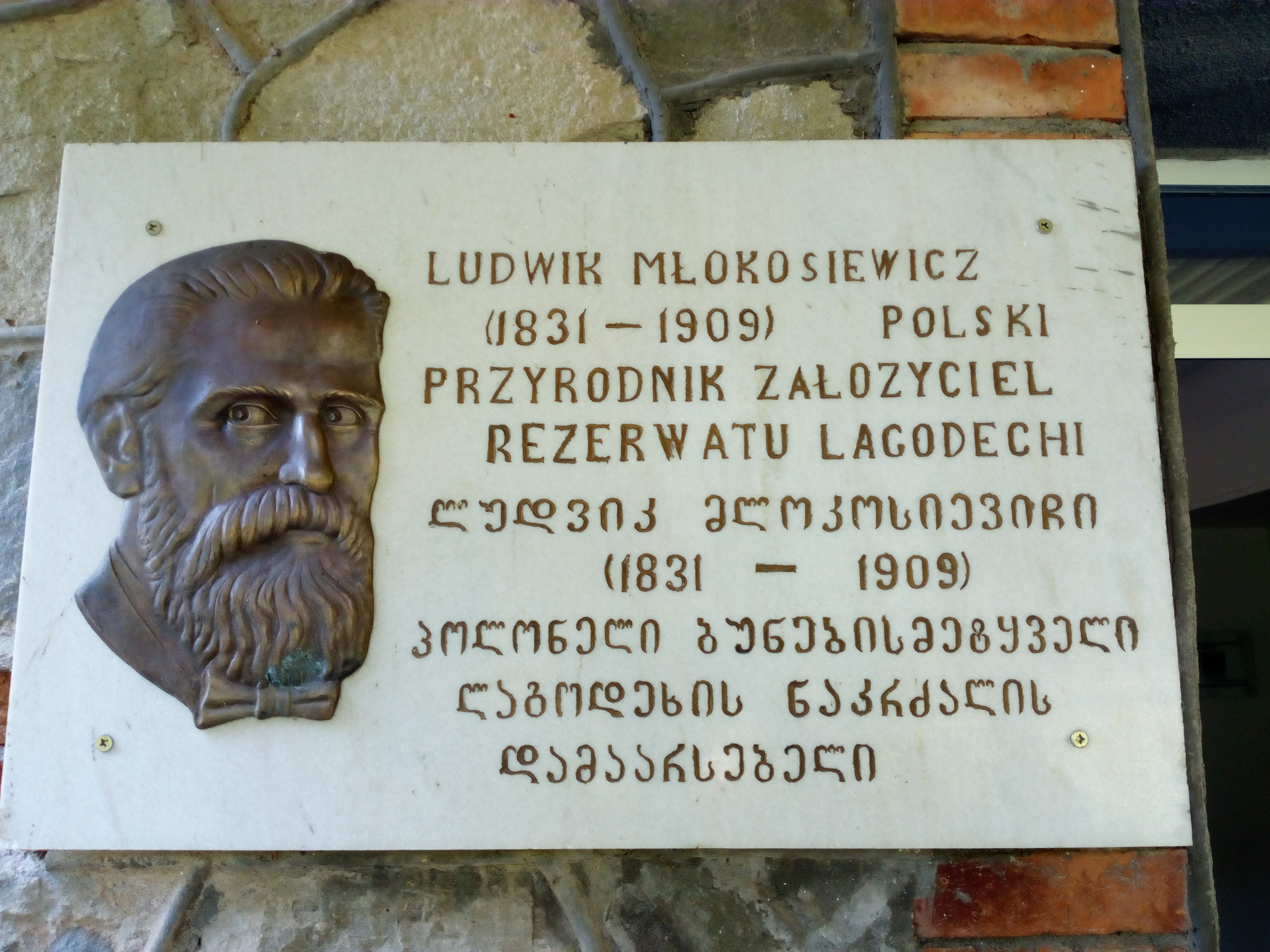
Мемориальная табличка в городе Лагодехи

## Научная деятельность
Опубликовал несколько десятков научных работ, касающихся разных аспектов природы Кавказа, экологии и этнологии.
Неутомимый исследователь флоры и фауны Восточного Закавказья и отчасти пограничной Персии, Млокосевич стал натуралистом с мировым именем и легендарной личностью своего времени. Путешествующие по Кавказу не упускали случая познакомиться с ним и использовать его разносторонние знания. 

«Быть на Кавказе и не видеть Вас, — сказал один из них Людвику Францевичу, — все равно, что быть в Риме и не видеть папу».
На основании материалов Млокосевича описано несколько десятков новых видов растений, птиц и животных, обитающих на Казказе. Некоторые из них в честь первооткрывателя получили его имя, например, пион Млокосевича (Paeonia mlokosewitschi), кавказский тетерев (Lyrurus mlokosiewiczi).
Своими данными и богатыми коллекциями, в том числе насекомых, щедро делился с членами Русского географического общества, Великим князем Николаем Михайловичем, О. Радошковским, И. Порчинским, М. Шодуаром, А. Семёновым-Тян-Шанским и др.
Ряд его путешествий и исследований финансировал польский меценат граф Александр Браницкий.